# Sếu Nhật Bản
Sếu Nhật Bản hay sếu đỉnh đầu đỏ (danh pháp hai phần: Grus japonensis) là một loài chim trong họ Gruidae. Chúng là loài sếu lớn và hiếm thứ hai trên thế giới. Tại Đông Á, Sếu Nhật Bản được coi là biểu tượng của sự may mắn, trường thọ và tính trung thực.
Vào mùa thu và mùa đông, loài sếu này sinh sản tại Siberia và thường là tại phía bắc Mông Cổ. Chúng thường đẻ 2 quả trứng nhưng chỉ có một quả là sống. Sau đó vào mùa thu, chúng tới di cư tại Hàn Quốc, Nhật Bản, Trung Quốc và Đài Loan và các quốc quốc gia Đông Á khác để cư trú vào mùa đông. Tất cả sếu Nhật Bản đều di cư, chỉ trừ một đàn sống tại Hokkaidō.
Loài hạc này thường ăn các loài lưỡng cư nhỏ, những loài không xương sống dưới nước, những loài côn trùng hoặc thực vật phát triển tại các đầm lầy.

## Hình ảnh

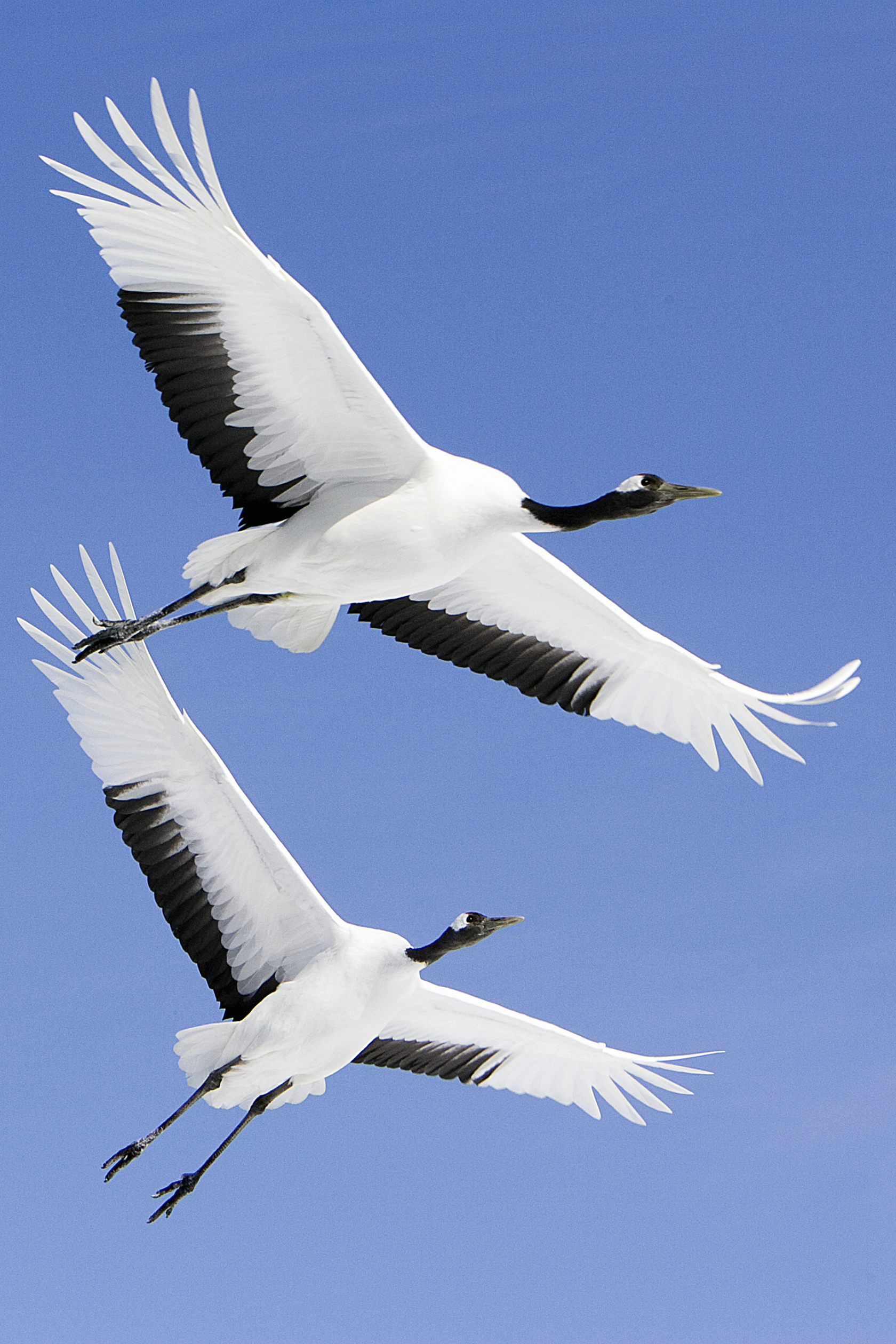
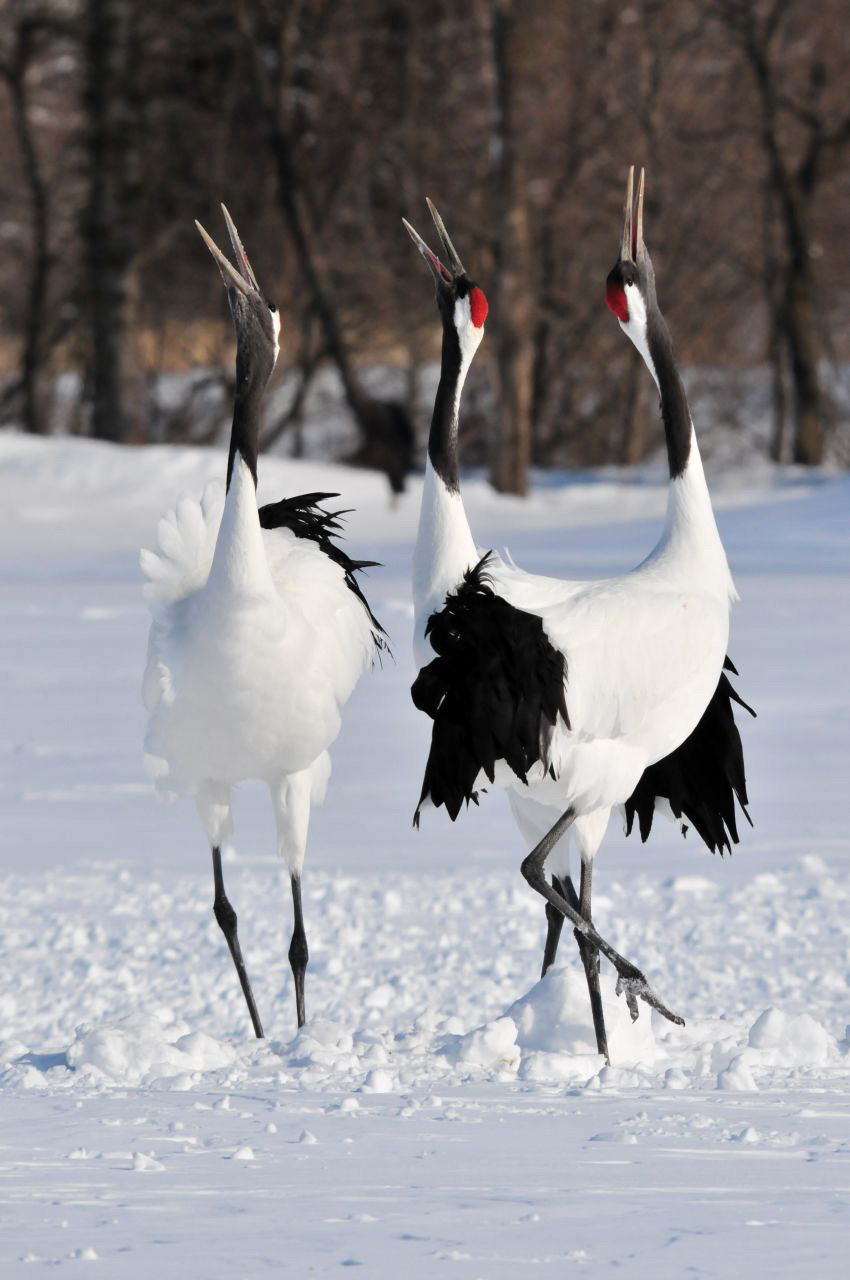